# .bd
.bd – krajowa domena internetowa najwyższego poziomu przypisana dla stron internetowych z  Bangladeszu, działa od 1999 roku i jest administrowana przez Ministerstwo Poczty i Telekomunikacji Bangladeszu.

## Domeny drugiego poziomu
- .com.bd — do zastosowań komercyjnych
- .edu.bd — wyższe ośrodki edukacyjne
- .mil.bd — wojsko
- .gov.bd — jednostki rządowe
- .net.bd — Internet i sieci
- .org.bd — organizacje pozarządowe